# Ottos mops

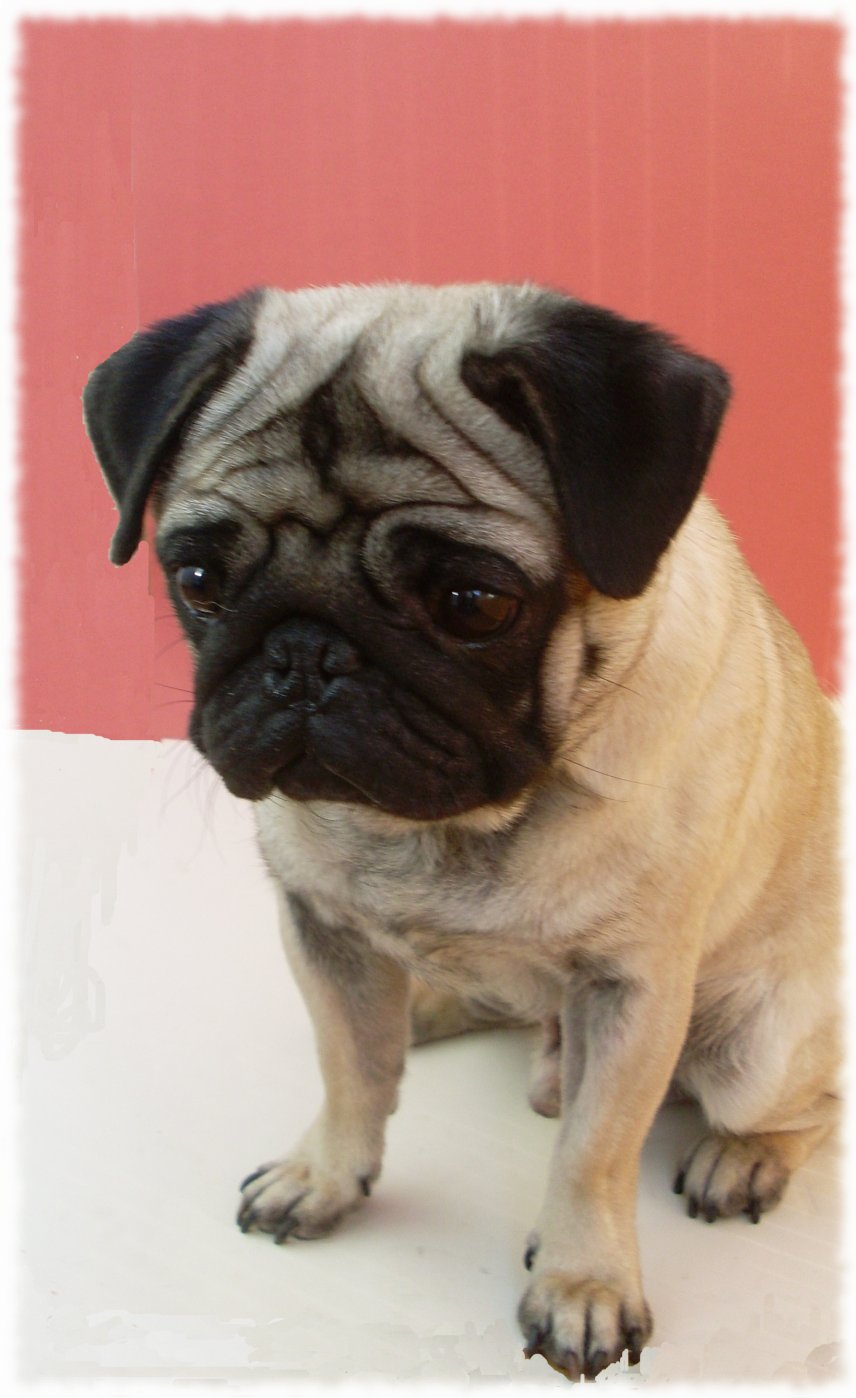
Ein Mops

ottos mops ist ein Gedicht des österreichischen Lyrikers Ernst Jandl. Die Entstehung ist auf den 20. November 1963 datiert. Im September 1970 wurde es in Jandls Lyrikband der künstliche baum veröffentlicht. Das Gedicht besteht aus einfachen Hauptsätzen von zwei bis vier Wörtern, die ausschließlich denselben Vokal enthalten, das o. Erzählt wird eine kurze Episode aus dem Leben von Herr und Hund: Nachdem Otto seinen unartigen Mops zunächst fortgeschickt hat, sehnt er sich schon bald wieder nach ihm und ruft ihn herbei. Die Reaktion des zurückkehrenden Mopses ist jedoch nicht wie erwartet: Er kotzt.
ottos mops ist eines der bekanntesten heiteren Gedichte Jandls. Der Autor selbst bezeichnete es als Sprechgedicht, das beim Vortrag eine besondere Wirkung entfalte. Es wird im Schulunterricht häufig als Lehrbeispiel für konkrete Poesie eingesetzt und fand zahlreiche Nachahmungen, sowohl von Kindern als auch von anderen Dichtern.

## Inhalt
Ernst Jandl

ottos mops

Link zum Volltext des Gedichts

(Bitte Urheberrechte beachten)
ottos mops besteht aus insgesamt 14 Versen in drei Strophen. Zu Beginn wird ein unartiger Mops von seinem Besitzer namens Otto weggeschickt.
„ottos mops trotzt

otto: fort mops fort

ottos mops hopst fort“
Otto kommentiert die Befolgung seiner Anweisung mit einem „soso“. Danach verrichtet er Alltagstätigkeiten, holt Koks und Obst. Nach einer Weile horcht er nach dem Mops, ruft ihn und hofft auf dessen Rückkehr. Der Mops klopft, wird von Otto freudig begrüßt, doch seine Reaktion fällt unerwartet aus:
„ottos mops kommt

ottos mops kotzt

otto: ogottogott“

## Textanalyse
Auffälligstes Merkmal des Gedichts ottos mops ist sein Monovokalismus: die Beschränkung aller Wörter auf den Vokal o, während die Konsonanten frei bleiben. Durch diese Restriktion ist die Wortwahl zwar stark eingeschränkt, dennoch ist sie nicht rein seriell im Sinne generativer Poetik, sondern lässt das Komponieren eines Textes unter einer Vielfalt von Möglichkeiten und das Unterlegen einer spezifischen Semantik zu. Das Gedicht besteht aus 41 Wörtern mit Assonanz auf o, ist aber nur aus 15 unterschiedlichen Wortstämmen gebildet, die stetig wiederholt werden. Es gibt lediglich zwei handelnde Figuren: „otto“ und den „mops“. Ihnen sind Verben zugeordnet, die durchgehend in der dritten Person Singular Indikativ Präsens Aktiv stehen, aus der Reihe fällt lediglich der durch seine Wiederholung betonte Imperativ „komm“, mit dem Otto seinen Mops zurückruft. Daneben treten noch die Substantive „koks“ und „obst“ auf sowie Ottos umgangssprachliche Redepartikeln „fort“, „soso“ und „ogottogott“. Das einzige Satzzeichen ist der Doppelpunkt zur Anzeige von wörtlicher Rede. Mit dem Verzicht auf Interpunktion in weiten Teilen seines Werks berief sich Jandl auf Gertrude Stein, nach der die Hilfestellung von Kommata der Selbständigkeit und Aktivität des Lesers im Wege stehe. Ebenso charakteristisch für Jandl ist die durchgängige Kleinschreibung, die in seinen Gedichten eine visuelle Funktion hat, während Großbuchstaben für besondere Betonungen reserviert bleiben.
Jede Gedichtzeile beginnt mit der Anapher „otto“ oder deren Genitiv. Bereits im Titel folgt direkt im Anschluss daran der „mops“, eine Kombination, die sich fünfmal im Gedicht wiederholt und die enge Beziehung der beiden Figuren unterstreicht. Die Sätze sind kurz, teilweise elliptisch und bestehen aus zwei bis höchstens vier Wörtern. In ihrer Einfachheit erinnern sie an die Sprache eines Kleinkinds. Die einzelnen Wörter sind einsilbig, mit Ausnahme von „otto“ sowie dessen Kommentaren „soso“ und „ogottogott“, die sowohl durch ihre Mehrsilbigkeit als auch durch ihre Reduplikation auffallen. Fünfmal ist der Mops das handelnde Subjekt der kurzen Sätze. Die erste und die letzte der drei Strophen des Gedichts bestreitet er allein und wird von Otto lediglich kommentiert. Nur in der mittleren Strophe wird Otto selbst zum Akteur. Dabei bilden die erste und letzte Strophe syntaktisch zwar eine Analogie, semantisch jedoch einen Kontrast: Der wachsenden Distanz zwischen Otto und seinem Mops in den ersten vier Zeilen steht am Ende in parallelistischer Form die Rückkehr des Hundes gegenüber. Aus dem Rahmen der Vergleichbarkeit fällt die überzählige Zeile „ottos mops kotzt“, die reimend an die Einleitung „ottos mops trotzt“ anknüpft, sodass das Ende des Gedichts zur Konsequenz des Beginns wird.

## Interpretation

### Ordnung und Auflehnung
Für den Germanisten Andreas Brandtner zeigt bereits die Überschrift das Verhältnis zwischen Mops und Otto: Der possessive Genitiv ordne den Mops, der zudem nur mit seiner Gattungsbezeichnung benannt werde, seinem Besitzer Otto zu und unter, zumal der Mops als traditioneller Haushund ohnehin nahelege, dass Otto sein Herr sei. Diese Ordnung werde durch die Aufsässigkeit des trotzenden Mopses gestört, ohne dass genauer erklärt wird, wogegen sich dessen Rebellion richte. Nachdem Otto den Mops fortgeschickt hat, ruhe der Konflikt zunächst, während sich Otto durch andere Tätigkeiten ablenke. Schon bald jedoch dränge es ihn, die Zurückweisung zu revidieren. Er rufe nach dem Mops, wobei das Hoffen seine innere Verbundenheit offenbare. Ottos horchende Spannung werde in der dritten Strophe durch den klopfenden Mops beantwortet. Für einen Moment erscheine es, als ließe sich der Konflikt beilegen, als eine Übereinstimmung von Ottos Ausruf „komm“ und der Tätigkeit des Mopses „ottos mops kommt“ gelinge. Doch das Kotzen des Mopses durchbreche diesen Gleichklang und verweise auf das ursprüngliche Trotzen: In einer instinktiven Handlung setze der Hund seine Verweigerungshaltung fort. Ottos eher gleichgültiges oder sogar drohendes „soso“ weiche nun einem entsetzten „ogottogott“, einem Ausruf, der das Palindrom „otto“ enthalte.
Brandtner sah zwei Ebenen im Mittelpunkt des Gedichts: die Kommunikation zwischen Mensch und Tier, zwischen Herr und Hund, deren Wirksamkeit hinterfragt werde, sowie die Machtbeziehungen der Figurenkonstellation und ihr Bezug zu realen soziohistorischen Prozessen. Damit stehe ottos mops in der Tradition von Jandls Lyrik, die im weitesten Sinne immer gesellschaftskritisch oder sprachkritisch zu verstehen sei. Gleichzeitig wohne ottos mops eine demokratische Perspektive inne: Die einfache Machart ermuntere den Leser zur Entwicklung eigener Sprachspiele, sie erschließe ihm eine Teilhabe an der Lyrikproduktion gemäß dem avantgardistischen Credo, Kunst in Lebenspraxis zu überführen.

### Identität und Geborgenheit
Die Germanistin Anne Uhrmacher, die in ihrer Dissertation Jandls Lyrik untersuchte, wertete die Überschrift „ottos mops“ und den ähnlichen Klang der beiden Protagonisten als Bestätigung des populären Vorurteils, Herr und Hund näherten sich einander bei längerem Zusammenleben immer stärker an. Dabei treten im Mops menschliche Züge zutage, was sich etwa im Klopfen in der letzten Strophe äußere. Obwohl der Mensch als zentrale Figur ausgewiesen werde, entfache erst der Mops seine Emotionen, erwecke ihn gewissermaßen zum Leben, was an das berühmte Diktum Gertrude Steins erinnere: „Ich bin ich, weil mein kleiner Hund mich kennt.“ Otto erhalte erst durch seinen Mops Identität. In der mittleren Strophe mache sich in der Abwesenheit des Hundes Einsamkeit breit. Die Zeile „otto horcht“ lasse durch ihre Kürze eine Pause entstehen. Ottos Ruf „mops mops“ erinnere lautmalerisch an den Lockruf „ps ps“. Die der Zeile „otto hofft“ innewohnende Sehnsucht nach dem Mops lasse das Gedicht unvermittelt von Komik in Pathos umschlagen.
Im abschließenden Ausruf „ogottogott“ vereinen sich Otto und Gott. Aus dem lautmalerischen Anklang leitete Thomas Eder eine assoziative Gleichsetzung von „otto“ und „gott“ als Pointe des Gedichts ab. Anne Uhrmacher folgerte: „otto steckt in gott und gott in otto“. Die Liebe, die der Hundebesitzer zum Geschöpf „mops“ empfinde, lasse einen Schöpfer erahnen, der auch für Otto verantwortlich sei. So wie der Hundebesitzer seinem Mops Geborgenheit biete, eröffne sich ihm mit dem letzten Wort selbst ein verborgener Halt, der in humorvoller Gelassenheit die irdischen Unzulänglichkeiten wie das Trotzen und Kotzen akzeptieren lehre. Andreas Brandtner widersprach dagegen einer religiösen Auslegung mit Hinweis auf explizit atheistische Selbstaussagen Jandls sowie der floskelhaften Verwendung des Ausdrucks „ohgottogott“ im Gedicht 1000 jahre ÖSTERREICH. Norbert Hummelt deutete das Gedicht ottos mops, in dem es „um Bindungen geht, um Verlust und Wiedergewinn“ und an dessen Ende „die Erwartung des Holenden, Horchenden, Hoffenden […] gleichermaßen erfüllt wie enttäuscht wird“, als „eine moderne Version des Gleichnisses vom verlorenen Sohn“.

### Humor und Poesie

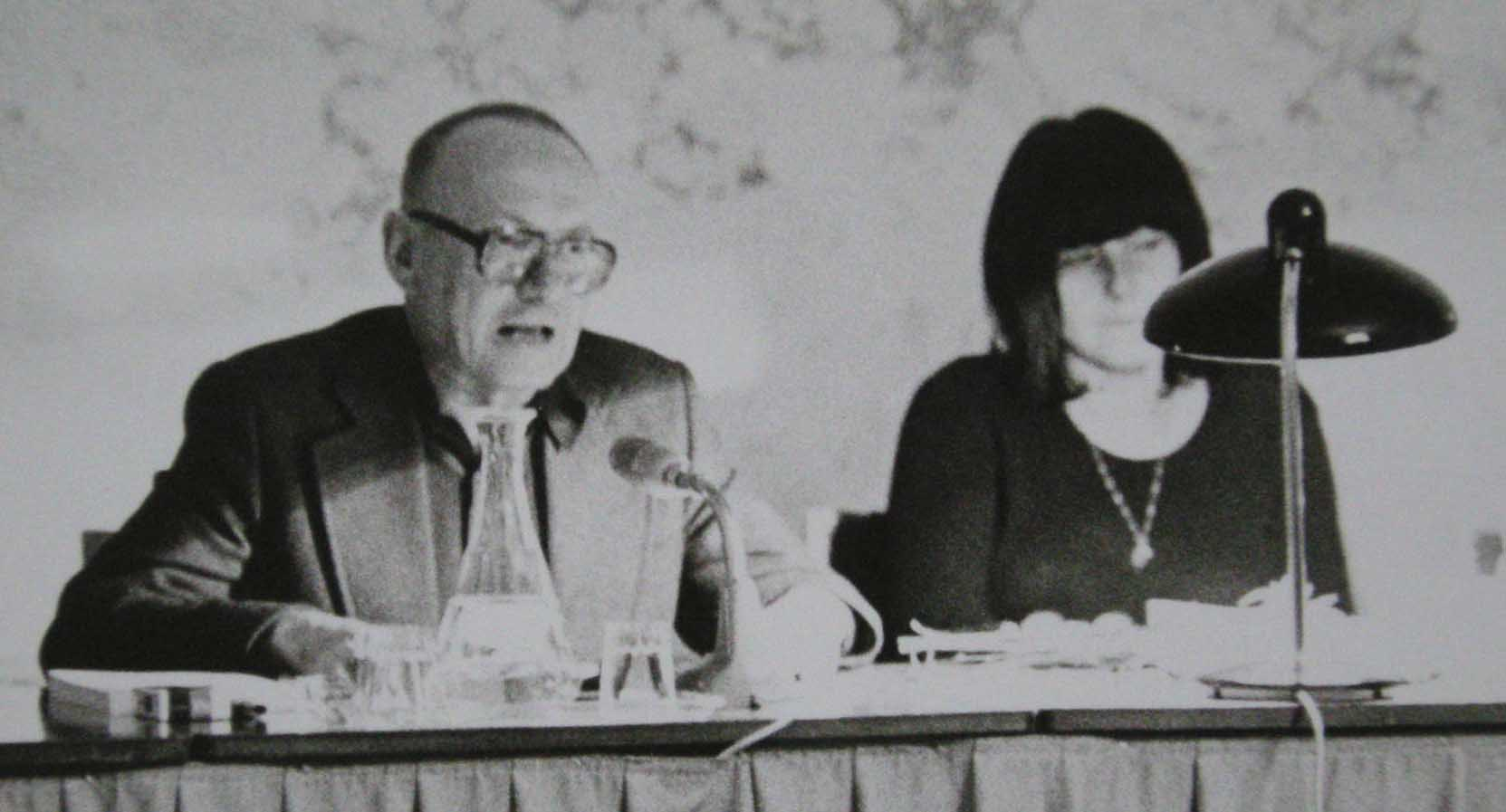
Friederike Mayröcker neben Jandl bei einer Lesung, Wien 1974

Was ottos mops für Anne Uhrmacher aus den vielen Nachdichtungen hervorhob, die seiner wachsenden Popularität folgten, war die Form von Humor, die sich unterschied von Witz und Ironie vieler Versuche gleicher Machart. Sie zitierte Ludwig Reiners: „Der Witz lacht, der Humor lächelt. Der Witz ist geistreich, der Humor liebevoll. Der Witz funkelt, der Humor strahlt.“ In diesem Sinne sei Jandls Humor, der sich in der Sehnsucht ottos nach dem mops sowie in der Geborgenheit der gezeigten kleinen Welt ausdrücke, weit mehr als bloß geistreiche Vokalsuche. Jandl unterschied den heiteren Tonfall von Gedichten wie ottos mops und fünfter sein selbst vom „grimmigen“ und „grotesken“ Humor anderer Texte. Es seien Gedichte, „wo die Leute zu Recht lachen und wo man keine polemische Absicht merkt.“
Eine andere Form von Humor erkannte der Germanist Dieter Burdorf in ottos mops. Ihn erinnerte das Gedicht an den Slapstick früher Stummfilme oder Comic Strips. Dabei entstehe die Komik nicht aus dem trivialen Inhalt, sondern aus der Lautstruktur. Der o-Laut sei der Ausruf des Erstaunens. Bereits die Mimik, die ein Vortragender mit zum o gerundetem Mund annehme, lade zu kabarettistischer Übertreibung beim Öffnen und Schließen der Lippen ein und sei von Jandl bei Vorträgen selbst in solcher Art inszeniert worden. Auch Hans Mayer ging auf Jandls Vortragskunst ein: „Für Kinder waren die konkreten Gedichte Ernst Jandls stets unmittelbar evident. Man liebte Ottos Mops, der trotzte und kotzte. Wenn Jandl selbst vorträgt, so machen es die Kinder hinterher nach“. Für Volker Hage konnte niemand „eigene Verse so herausschreien, flüstern, zelebrieren, stottern, zerdehnen, zerhacken, ausspucken, liebkosen“ wie Jandl. In der Reihung des Gedichts von Otto und seinem Mops klang für ihn die Struktur eines Kinderlieds an.
Jandls Lebensgefährtin Friederike Mayröcker verwies in ihrem Kommentar zu ottos mops auf „die sprachliche Auseinandersetzung des Autors mit einem Vokal: er singt das hohe Lied vom O, vom O-Tier, vom O-Gott, ogottogott, vom Hundehälter Otto, vom Mops, der wieder heimgefunden hat, und wir alle lachen und weinen“. Sie sah den Leser angesprochen von einem naiven Mitgefühl, das den Mopsbesitzer wie sein Mopstier einschließe. Er werde vom Gedicht zurückversetzt in frühe Kindheitserlebnisse mit Tieren. In den Zeilen vollziehe sich eine Verwandlung, „die immer wieder von neuem glückt, nämlich von der Liebe zum Vokal zur Wirklichkeit des Bilds; vom Glauben an das O zur Offenbarung Poesie.“

## Stellung im Werk
ottos mops, dessen Entstehung von Jandl auf den 20. November 1963 datiert wurde, erschien erst im September 1970 als Teil der Gedichtsammlung der künstliche baum. Die verzögerte Veröffentlichung war nicht ungewöhnlich für Jandl. Auch in späteren Bänden debütierten ältere Gedichte gemeinsam mit aktuellen Produktionen. Bereits vor ottos mops hatte Jandl mit Gedichten experimentiert, die ausschließlich einen Vokal verwenden. So entstand im August 1963 das große e, ein Zyklus aus neun Gedichten, die durchgängig auf dem Vokal e basieren, und 1963/64 das durch das a dominierte Stückgedicht mal franz mal anna (drama). Andere Gedichte beruhen auf der Häufung eines bestimmten Konsonanten, etwa die im Juni 1956 entstandene etüde in f. Den Weg von der formalen Idee des Monovokalismus zum Gedicht ottos mops beschrieb Jandl fünfzehn Jahre nach dessen Entstehung augenzwinkernd: „[W]as sollte man mit so vielen Wörtern mit o nun anfangen? Gar nichts hätte man anfangen können, wenn sich nicht, wie von selbst, einige davon zu bewegen begonnen hätten und aufeinander zugekommen wären und gesagt hätten: wir hier, wir passen doch zusammen, wir können miteinander etwas anfangen, wir können miteinander eine kleine Geschichte anfangen; fangen wir doch die Geschichte von ottos mops an. Das haben sie getan, und so ist dieses Gedicht entstanden.“
Im Band der künstliche baum sortierte Jandl seine Werke nach verschiedenen Gedichtstypen und unterschied dabei etwa visuelle gedichte und lautgedichte. ottos mops ordnete er in den Abschnitt lese- und sprechgedichte ein. Zu dieser Gedichtsform erläuterte er 1957: „Das Sprechgedicht wird erst durch lautes Lesen wirksam. Länge und Intensität der Laute sind durch die Schreibung fixiert. Spannung entsteht durch das Aufeinanderfolgen kurzer und langgezogener Laute […], Verhärtung des Wortes durch Entzug der Vokale […], Zerlegung des Wortes und Zusammenfügung seiner Elemente zu neuen ausdrucksstarken Lautgruppen […], variierte Wortwiederholungen mit thematisch begründeter Zufuhr neuer Worte bis zur explosiven Schlußpointe“. Anne Uhrmacher zufolge könne man auch beim stillen Lesen an ottos mops Gefallen finden, doch betonte sie, dass es als Sprechgedicht beim lauten Lesen seine ganz eigene Wirkung entfalte. Jandl selbst trug das Gedicht häufig auf seinen Lesungen vor, wo es vom Publikum mit besonderer Begeisterung aufgenommen wurde und bereits der Titel Lachen auslöste.
Obwohl Jandl sich gegen die Reduzierung auf die bloß heitere Seite seines Schaffens verwahrte, akzeptierte er dennoch die besondere Popularität seines Mops-Gedichts, griff sie selbst auf und inszenierte sie. So ließ er sich in einer Fotografie von Werner Bern neben einem Mops sitzend ablichten, der – so legt es zumindest die Kenntnis von ottos mops nahe – sich eben übergeben hatte. Die Aufnahme findet sich in der zehnbändigen Ausgabe der Poetischen Werke Jandls auf dem Vorsatzblatt jedes Bandes. Jörg Drews kommentierte die Fotografie mit Bezug auf Jandl: „Er ist der Mops; man sehe sich nur die Stirnfalten beider an: beides sind tiefgefurchte Denkerstirnen“. Drews sah eine „subtile Inszenierung des Photos durch Ernst Jandl: Denn Jandl betrachtet den Hund und: er steht bzw. sitzt als Hund neben sich und betrachtet sich als Mensch.“
Ganz allgemein nahmen Hunde einen großen Platz in der Dichtung Ernst Jandls ein. So zählte Drews 42 Gedichte, in denen Hunde auftauchten, was drei Prozent von Jandls Gesamtproduktion entspricht. Das Bühnenstück die humanisten aus dem Jahr 1976 thematisierte das Hunde- und Menschenleben, wobei sich letzteres als inhumaner erweist. Norbert Hummelt erläuterte: „Hunde sind Ernst Jandl immer nah, oft genug als Identifikationsobjekte“. Er zog den Vergleich mit Rainer Maria Rilke: „Was für Rilke der Engel ist, ist für Jandl der Hund. Die Blicke des einen gehen notwendig nach oben, die des anderen notwendig nach unten.“ Mehrfach ist in Jandls Werk auch der Mops präsent, so bereits im bestiarium aus dem Februar 1957 in sprachspielerischer Verkürzung als „ops“. Im späten Gedicht der mops vom August 1991 ging Jandl auf die Nähe zwischen Autor und Mops ein:
„des is dea dea i waa

wauni oes mops aufd wööd kuma waa

oowa wäu i ned oes a mops boan woan bin

is des ned drin“

## Rezeption
Die Gedichtsammlung der künstliche baum, in der ottos mops erstmals publiziert wurde, erschien im September 1970 im Taschenbuchformat als Band 9 der neuen Reihe Sammlung Luchterhand. Sie erwies sich als unmittelbarer Verkaufserfolg. Noch im Erscheinungsjahr stieg die Startauflage von 4.000 Büchern durch zwei weitere Auflagen auf insgesamt 10.000 Exemplare. Jandl selbst rechnete den Band Mitte der 1970er Jahre zu seinen drei Standardwerken. Das Gedicht ottos mops wurde in Jandl-Auswahlbänden und Anthologien nachgedruckt. Es wurde in zahlreiche Lyrikbände für Kinder und Jugendliche aufgenommen, als Bilderbuch umgesetzt, mehrfach als Ton- und Musikaufnahme veröffentlicht und schließlich zum Titel eines Computerspiels, das mit dem Untertitel Auf der Suche nach dem Jandl durch Ernst Jandls Lyrik führt. Neben Jandls eigenen Lesungen wurde ottos mops auch oft von anderen Rezitatoren wie Harry Rowohlt vorgetragen. Musikalische Adaptionen stammen etwa von Friedrich Schenker, Madeleine Ruggli und LaLeLu. Herbert Achternbusch hat in seinem Libretto An der Donau eine Hommage an ottos mops vorgesehen: „Schwein Ohhh! Ohhh! Ohhh! / Papagei Ogott! Ogott!“ ottos mops wurde zu einem der bekanntesten heiteren Gedichte Ernst Jandls. Robert Gernhardt nannte es „das zweitpopulärste Gedicht deutscher Zunge […] nach Goethes Wanderers Nachtlied“. In der Sekundärliteratur wurde das Gedicht zwar häufig erwähnt, jedoch oft nur in wenigen Sätzen gedeutet und kaum ausführlich interpretiert.
ottos mops fand auch Eingang in den Schulunterricht. Im Fach Deutsch wurde es ein beliebtes Lehrbeispiel für konkrete Poesie und diente als Anleitung für Schüler zur Nachahmung. Anhand dieses Gedichts sei „der Schritt von der Analyse zum eigenen strukturimitierenden Sprachexperiment schnell getan“. So löste nach Hans Gatti ein solches nachahmendes Dichten bei Schülern „Begeisterung“ aus, und er sprach von Beispielen wie „nikis fisch stinkt“. Entgegengesetzt äußerte sich Max Goldt im Rückblick auf seine eigene Schulzeit: „Auch Jandl wurde durchgekaut: ottos mops kotzt und lechts und rinks kann man nicht velwechsern. Die Begeisterung des Lehrers wurde von der Klasse keineswegs geteilt. Wir fanden derlei sprödes Wortspiel einfach nur albern.“ Jandl selbst erhielt zahlreiche Schülergedichte zugeschickt. Verschiedene davon mit Titeln wie Hannas Gans, Kurts Uhu oder Ruths Kuh veröffentlichte er in Ein bestes Gedicht und kommentierte: „meist sind es Kinder, dieses Gedicht nachzumachen, aber in Wirklichkeit machen sie es gar nicht nach, sondern sie haben nur entdeckt, wie man so ein Gedicht machen kann, und dann machen sie es, und es wird ihr eigenes Gedicht daraus.“

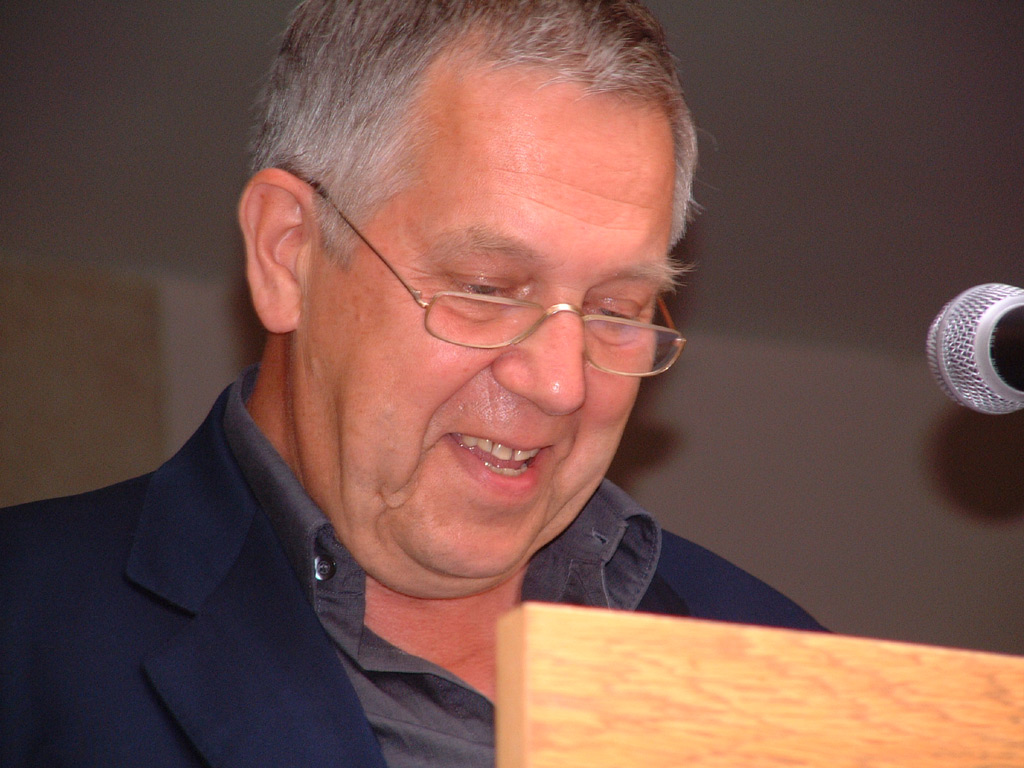
Robert Gernhardt bei einer Lesung, 2001

Auch andere Dichter imitierten ottos mops. So veröffentlichte Robert Gernhardt den Zyklus Ottos Mops ond so fort. Ein Beitrag zum integrativen Deutschunterricht. Er fügte ottos mops vier Weiterdichtungen auf den übrigen Vokalen hinzu: Annas Gans, Gudruns Luchs, Gittis Hirsch und Enzensbergers Exeget mit Gernhardts Rekordversuch eines längsten Wortes ausschließlich aus dem Vokal e gebildet: „Enzensbergerexegetenschelter“. Übersetzungen von ottos mops übernahmen ebenfalls vor allem das Grundschema in andere Sprachen und übertrugen Jandls Wortwitz weitgehend frei. So übersetzte Elizabeth MacKiernan ottos mops für den amerikanischen Jandl-Auswahlband Reft and Light als Lulu’s Pooch. Im Jahr 2005 richtete der Internetdienst signandsight.com anlässlich Jandls 80. Geburtstag einen Übersetzungswettbewerb zu ottos mops aus, den der schottische Germanist Brian O. Murdoch mit seiner Fassung fritz’s bitch gewann. Jandl selbst äußerte sich bereits 1978 über die zahlreichen Nachahmungen: „sehr viele neue Gedichte entstehen, schöne Gedichte. Ob aber irgendwem noch ein Gedicht mit o gelingen wird, nachdem es ottos mops bereits gibt, kann ich wirklich nicht sagen. Doch ich glaube: eher nicht.“

### Ausgaben
- Ernst Jandl: der künstliche baum. Luchterhand, Neuwied 1970, S. 58.
- Ernst Jandl: ottos mops. In: Ernst Jandl: Poetische Werke. Band 4. Luchterhand, München 1997, ISBN 3-630-86923-8, S. 60.
- Ernst Jandl: ottos mops hopst. Ravensburger, Ravensburg 1988, ISBN 3-473-51673-2.
- Ernst Jandl, Norman Junge: ottos mops. Beltz, Weinheim 2001, ISBN 3-407-79807-5.
- Ernst Jandl: Ottos Mops hopst. Mit Farbradierungen von Erhard Dietl. Cbj, München 2008, ISBN 3-570-13390-7.

### Sekundärliteratur
- Andreas Brandtner: Von Spiel und Regel. Spuren der Machart in Ernst Jandls ottos mops. In: Volker Kaukoreit, Kristina Pfoser (Hrsg.): Interpretationen. Gedichte von Ernst Jandl. Reclam, Stuttgart 2002, ISBN 3-15-017519-4, S. 73–89.
- Anne Uhrmacher: Spielarten des Komischen. Ernst Jandl und die Sprache (= Germanistische Linguistik, Band 276). Niemeyer, Tübingen 2007, ISBN 978-3-484-31276-0, S. 138–146 (Dissertation Universität Trier 2005, 244 Seiten).